# 1188 Gothlandia
1188 Gothlandia è un asteroide della fascia principale del diametro medio di circa 12,4 km. Scoperto nel 1930, presenta un'orbita caratterizzata da un semiasse maggiore pari a 2,1908084 UA e da un'eccentricità di 0,1805452, inclinata di 4,82122° rispetto all'eclittica.
Questo asteroide è stato chiamato così in riferimento alla Catalogna, di cui Gothlandia era l'antico nome.